# Puertomingalvo
Puertomingalvo (aragónul Puertomingalbo) település Spanyolországban, Teruel tartományban. Puertomingalvo Mosqueruela, Vistabella del Maestrazgo, Villahermosa del Río és Linares de Mora községekkel határos. Lakosainak száma 141 fő (2024).

## Népesség
A település népessége az utóbbi években az alábbiak szerint változott:
| Lakosok száma | 146  | 182  | 252  | 228  | 144  | 117  | 117  | 109  | 141  | 141  |
|               | 2001 | 2004 | 2007 | 2009 | 2012 | 2014 | 2017 | 2019 | 2022 | 2024 |